# Phillipskurvan

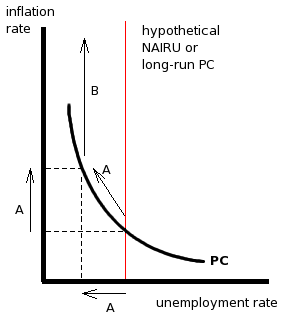
Phillipskurvan i sin klassiska form. Det råder ett negativt samband mellan inflation och arbetslöshet.

Phillipskurvan är en graf inom makroekonomin som visar sambandet mellan inflationen och arbetslösheten. I sin klassiska form visar Phillipskurvan på ett negativt samband mellan inflation och arbetslöshet; låg arbetslöshet åtföljs av hög inflation och omvänt. Konjunkturcykler motsvarar en förflyttning längs kurvan. Philipskurvan fick sitt namn av den nyzeeländske nationalekonomen William Phillips som 1958 publicerade en studie över Storbritanniens ekonomi under åren 1861–1957, där Phillips fann detta samband. Studier på ytterligare länder gav samma samband. Phillipskurvan i sitt klassiska utförande, avsedd som en allmängiltig teori, formulerades 1960 av Paul Samuelson och Robert Solow.
I slutet av 1960-talet visade sig dock att de observationer som gjordes inte passade in på Phillips-kurvan och i början av 1970-talet steg både inflation och arbetslöshet. Detta tillstånd kallas för stagflation. För att förklara dessa fenomen utvecklades teorin om rationella förväntningar som innebar att kurvan i sig inte ligger fast, utan förflyttas och byter form beroende på förväntningar om framtida inflation. Nära kopplat till denna vidareutveckling av Phillipskurvan finns också teorin om en naturlig arbetslöshetsnivå, NAIRU, Non-Accelerating Inflation Rate-of-Unemployment som utvecklats av ekonomen Milton Friedman.
I Sverige har sambandet mellan inflation och arbetslöshet ifrågasatts efter finanskrisen 2008-9. I en studie genomförd av Riksbanken 2019 kunde de dock påvisa att svenska företags försäljningspriser var starkt kopplade till deras resursutnyttjande och inflationsförväntningar. Sambandet menade de alltså fortfarande var intakt på mikronivå.